# معركة مجمع
يوم مجمع وهو يوم من أيام العرب ومعاركهم في الجاهلية وكان بين بني سهم من هذيل وبين خزاعة وسمي يوم مجمع على اسم سيد بني كعب من خزاعة آنذاك الذي قتل في المعركة.

## الأحداث
روى أبو سعيد الحسن عن خبر هذا اليوم فقال.
| معركة مجمع | كان من خزاعة رجل يقال له مجمع واسمه عامر بن عبيد وكان سيد القوم وإنما سمي مجمعا لأنه جمع خزاعة من أقناء القبائل من بطون كنانة من الحلفاء فجمعهم على حلف مع بني مدلج فغزا هو وابن اخٍ له في غزاة عظيمة حتى صبحوا دارا من بني سهم بن معاوية ودارا من بني سعد بن بكر ومات عامر بن عبيد الخزاعي | معركة مجمع |

فقام ابن اخية - أي عامر بن عبيد - يرتجز ويقول.
فبات يرتجز حتى قتلته هذيل واخذه جيفته رجل من بني سعد فأصبح يصيد بها النسور. وقالت الشاعرة جنوب بنت الحزن الخزاعية ترثي عامر بن عبيد الخزاعي.
وأورد تفاصيلا أبو سعيد الحسن فقال.
| معركة مجمع | وكانت بنو سهم بن معاوية قتلوا من بني حبتر بن كعب (خزاعة) في أولئك الأيام أربعين او خمسين رجلا | معركة مجمع |